# Arthur Omre
Arthur Omre (de son vrai nom Ole Arthur Antonisen ; né le 17 décembre 1887 à Brunlanes (comté de Vestfold ; aujourd'hui rattaché à Larvik), mort le 16 août 1967 à Porsgrunn) est un écrivain norvégien, connu surtout pour son ouvrage partiellement autobiographique Smugler (« Contrebandiers », 1935), suivi de Flukten (« La Fuite », 1936; traduit en français sous le titre Traqué), qui ont tous deux introduit de nouveaux thèmes dans la littérature norvégienne.

## Biographie
Omre obtient son examen de sortie du collège (middelskole) en 1904 et s'essaye au métier de marin. Il obtient son examen à l'école technique de Horten en 1908. Il travaille à Rjukan dans le Telemark, en Allemagne, à New York, puis pendant quatre ans à Cleveland, dans l'Ohio ; il est aussi pendant quelque temps journaliste. Il rentre en Norvège en 1914, et obtient un emploi aux ateliers de mécanique de Thunes à Christiania (aujourd'hui Oslo). Il se marie un an plus tard avec Ruth Evensen et ouvre sa propre entreprise. Il fait faillite en 1922, ce qui l'entraîne dans une période de 12 ans de carrière criminelle.
Omre est condamné à plusieurs reprises, pour contrebande, violence à l'encontre de la force publique, escroquerie et vol. En 1933 il se sépare de sa femme, et ses parents changent de nom en signe de désapprobation du mode de vie de leur fils.
En 1935 il est libéré après un an et demi de prison.

## L'auteur
La même année, il débute en littérature avec Contrebandiers, basé sur sa propre expérience dans le cadre de la prohibition de l'alcool (introduite en Norvège en 1916), qui obtient un succès immédiat et deviendra un classique. Olav Solberg écrit à ce sujet:
Contrebandiers est un roman qui possède un rythme fort. Il est passionnant et vous entraîne de la première à la dernière page ; il ne s'agit pas seulement de savoir combien de temps le héros parviendra à échapper aux murs de la prison, mais comment il évoluera en tant qu'être humain. Ce dernier aspect figure plus ou moins entre les lignes. Des romans tels que Contrebandiers ou La Fuite peuvent être qualifiés de romans « bruts » (« hardkokt ») dans le style de Hemingway, même si Omre affirmait n'avoir jamais lu un mot de Hemingway.
Quatre œuvres de Omre ont fait l'objet de films en Norvège :
- Ukjent mann (« Inconnu », 1951), par Astrid Henning-Jensen, d'après le roman La Fuite
- Flukt fra paradiset (« Fuite du Paradis »), 1953, par Toralf Sandø, d'après le roman éponyme
- Skjær i sjøen (« Récif »), 1965, par Knut Andersen, d'après la nouvelle Sensommer (« Eté indien »)
- Smuglere (« Contrebandiers »), 1968, par Rolf Clemens, du roman éponyme

Omre est reconnu comme nouvelliste. L'une de ses nouvelles les plus connues, dans un style humoristique, s'intitule Ål i karri, et figure dans de nombreuses anthologies. Un mari trompé y part à la recherche de l'amant de sa femme, pour le blesser ou le tuer. Une amitié finit par s'instaurer entre les deux hommes, qui le lendemain s'en vont ensemble vider des nasses à anguilles.
Omre a obtenu le prix Gyldendal en 1938. Son portrait, effectué par le peintre Jakob Weidemann en 1950, figure dans la biographie de Søbye mentionnée ci-dessous.

## Œuvres

### Liste d'œuvres en norvégien
- Smuglere, 1935, roman
- Flukten, 1936, roman
- Sukkenes bro, 1937, roman
- Kristinus Bergman, 1938, roman
- Intermesso, 1939, roman
- Det onde øie, 1940, roman
- Harmoni, 1941, roman
- Det hender iblant…, 1941, nouvelles
- Mysterium i Rovsøy, 1942, roman policier (réédité plus tard sous le titre Holmgrensaken)
- Vertshuset i Syd-Carolina, 1943, feuilleton
- Linedansere, 1945, théâtre
- Det femte bud, 1947, théâtre
- Stort sett pent vær, 1948, nouvelles
- Skiftende bris, 1950, nouvelles
- Vagabond i Gosen, 1953, roman
- Gullmyntene og andre historier, 1954, nouvelles
- Mikkelfanten, 1955, roman
- Svarte-Paal, 1956, roman
- Ek & Co., 1957, roman
- Hun, den første, 1957, roman (nouvelle version de Intermesso)
- Utvalgte noveller, 1962
- Frydenlund, 1965, roman
- Den røde silkekjolen og andre noveller, 1966
- Sølvkruset, 1941, roman semi-biographique, édité en 1971
- Den magiske kofferten, 1994, nouvelles

### Traductions en français
- Traqué (Éditions Albert/Presses de la Cité, trad. Marguerite Chevalley, préface de Georges Simenon, 1945)
- Les Enfants perdus, Kristinus Bergmann (La Nouvelle Édition, trad. M. Chevalley, 1946)

## Ouvrages de référence
- (no) Morten Harry Olsen: Mannen fra Brunlanes. I: Tråder (1989)
- (no) Espen Søbye Ingen vei hjem. Arthur Omre, en biografi (1992) Article sur cette biographie
- (no) Olav Solberg «Arthur Omre». I: Norsk biografisk leksikon 2e éd.
- (no) Ragnar Solberg: Arthur Omre, mennesket og forfatteren